# Kommilitone
Kommilitone ist eine im deutschen Sprachraum übliche Bezeichnung von Studenten für ihre Studienkollegen, also die Mitstudenten, Mitschüler oder Studiengenossen.

## Herkunft
Das Wort leitet sich ab von lateinisch commilito ‚Mitsoldat, Waffenbruder, Kriegsgefährte, Kriegskamerad‘ bzw. von commiles ‚Mitsoldat‘. Das in Letzterem enthaltene miles ‚Soldat‘ geht möglicherweise zurück auf altgriechisch ὅμιλος hómilos, deutsch ‚versammelte Menschenmenge, zusammengekommene Schar, Versammlung, Schar der gemeinen Krieger‘.
Die Bezeichnung commilito war in der Antike eine gebräuchliche Anrede für römische Legionäre.

## Bedeutungserweiterung
Schon altgriechisch ὅμιλος, mit dem lateinisch miles möglicherweise verwandt ist, bezeichnet irgendeine zusammengehörende Gruppe und ist nicht auf den militärischen Bereich beschränkt. Das zunächst im militärischen Kontext gebrauchte lateinisch commilito erweiterte seine Bedeutung auf ähnliche Weise wie das deutsche Wort „Mit-Streiter“. Die als Mitstreiter Bezeichneten kämpften nicht mehr zwangsläufig gegen einen Anderen, sondern nur für eine Sache: Sie verfolgten ein gemeinsames, möglicherweise durchaus friedliches Ziel. So ist die Bedeutung „Gemeinschaft der Studien“ für lateinisch commilitium schon bei Ovid belegt. Die Bezeichnung Kommilitone für einen Mitstudenten oder Studienkollegen ist spätestens seit dem 16. Jahrhundert in der Burschensprache nachgewiesen. Seit dem 20. Jahrhundert erscheint auch Kommilitonin.

## Heutige Bedeutung
Der Begriff wird heute für Studenten sowohl des gleichen als auch eines anderen Fachgebietes verwendet, auch wenn diese sich in einem anderen Semester befinden. Er wird auch von Dozenten für die Anrede ihrer Studenten benutzt.